# Sjoestedtacris houstoni
Sjoestedtacris houstoni är en insektsart som beskrevs av Baehr 1992. Sjoestedtacris houstoni ingår i släktet Sjoestedtacris och familjen gräshoppor. Inga underarter finns listade i Catalogue of Life.